# 2-Dehidro-3-deoksi-fosfoglukonatna aldolaza
2-Dehidro-3-deoksi-fosfoglukonatna aldolaza (EC 4.1.2.14, fosfo-2-keto-3-dezoksiglukonatna aldolaza, KDPG aldolaza, fosfo-2-keto-3-dezoksiglukonska aldolaza, 2-keto-3-dezoksi-6-fosfoglukonska aldolaza, 2-keto-3-dezoksi-6-fosfoglukonatna aldolaza, 6-fosfo-2-keto-3-dezoksiglukonatna aldolaza, ODPG aldolaza, 2-okso-3-dezoksi-6-fosfoglukonatna aldolaza, 2-keto-3-dezoksiglukonat-6-P-aldolaza, 2-keto-3-dezoksiglukonat-6-fosfatna aldolaza, 2-dehidro-3-dezoksi-D-glukonat-6-fosfat D-gliceraldehid-3-fosfat-lijaza) je enzim sa sistematskim imenom 2-dehidro-3-dezoksi-D-glukonat-6-fosfat D-gliceraldehid-3-fosfat-lijaza (formira piruvat). Ovaj enzim katalizuje sledeću hemijsku reakciju
2-dehidro-3-dezoksi--glukonat 6-fosfat {\displaystyle \rightleftharpoons } piruvat + D-gliceraldehid 3-fosfat
Ovaj enzim takođe deluje na 2-oksobutanoat.

## Literatura
- Nicholas C. Price; Lewis Stevens (1999). Fundamentals of Enzymology: The Cell and Molecular Biology of Catalytic Proteins (Third изд.). USA: Oxford University Press. ISBN 019850229X.
- Eric J. Toone (2006). Advances in Enzymology and Related Areas of Molecular Biology, Protein Evolution (Volume 75 изд.). Wiley-Interscience. ISBN 0471205036.
- Branden C; Tooze J. Introduction to Protein Structure. New York, NY: Garland Publishing. ISBN 0-8153-2305-0.
- Irwin H. Segel. Enzyme Kinetics: Behavior and Analysis of Rapid Equilibrium and Steady-State Enzyme Systems (Book 44 изд.). Wiley Classics Library. ISBN 0471303097.

## Spoljašnje veze
- 2-dehydro-3-deoxy-phosphogluconate+aldolase на 